# Ŭ

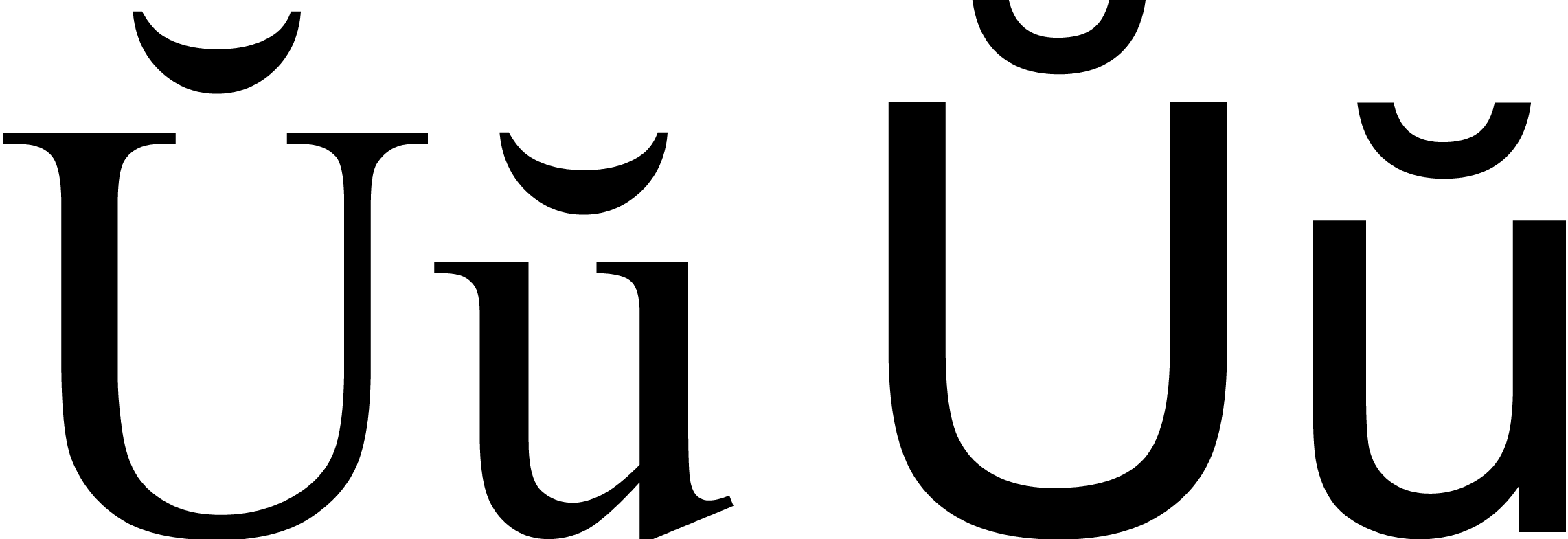
"Ŭŭ" nas fontes Times New Roman e Arial

Ŭ (minúscula: ŭ) é uma letra no alfabeto esperanto, baseada em u. Também é usado em bielorrusso, quando escrito na forma do século XX do alfabeto latino bielorrusso (Łacinka). O acento (diacrítico) é conhecido como bráquia ou breve.
Esta letra não deve ser confundida com u-caron, que é usada para indicar u no terceiro tom do pinyin da língua chinesa; compare Č č (caron) com Ŭ ŭ (breve).

## Bielorrusso
No alfabeto bielorrusso, a letra ŭ é chamada de u semivogal (romanizado: u nieskładovaje). Depois o alfabeto cirílico voltou a ser usado, e o latino está sendo gradualmente substituído por este. É um alofone de /v/ que forma os ditongos "aŭ", "eŭ", "oŭ" e é equivalente a [u̯]. Sua contraparte cirílica é ў.

## Esperanto
Ŭ é também uma semivogal em esperanto, consistindo da 26.ª letra deste alfabeto. Possui a pronúncia de [w] como no u e no l (em português brasileiro) em qual ([ˈkwaw]), e formam os ditongos "aŭ" e "eŭ".

## Romeno
Ŭ anteriormente fazia parte do alfabeto romeno, era usado apenas no final de uma palavra. Era essencialmente um equivalente latino do sinal forte (Ъ) eslavo encontrado em idiomas como o russo. Geralmente não pronunciado, servia para indicar que a consoante anterior não era palatalizada ou que o i anterior era a vogal [i] e não um mero marcador de palatalização. Quando ŭ era pronunciado, seguiria uma vogal estressada e substituiria a semivogal u, como nas palavras eŭ ("eu"), aŭ ("ter") e meŭ ("meu"), todas escritas hoje sem o breve.

## Outros usos
Em algumas transcrições filológicas do latim, "ŭ" denota um u curto — por exemplo, "fŭgō" ([ˈfʊɡoː], afugentar), e "fūmō" ([ˈfuːmoː], fumar).

A romanização McCune-Reischauer do coreano usa "ŭ" para a vogal posterior fechada não-arredondada 으.